# Епікондиліт
Епікондиліт — дегенеративно-дистрофічний процес у місцях прикріплення м'язів до надвиростка плечової кістки. Цей процес супроводжується реактивним запаленням сусідніх тканин. Є симптомом деяких хвороб.

## Класифікація
Клінічно виділяють зовнішній епікондиліт плеча (так званий тенісний лікоть), який зустрічається частіше, і внутрішній епікондиліт плеча. Зовнішній епікондиліт виникає переважно у осіб, які роблять часто повторювані, стереотипні рухи (розгинання і супінація передпліччя), наприклад, у масажистів, малярів, теслярів, гравців в теніс, і буває зазвичай правостороннім. Іноді епікондиліт є наслідком прямої травми ліктя або може бути викликаний одноразовим інтенсивним навантаженням (наприклад, перенесенням важкої валізи). Чоловіки страждають частіше від жінок.

## Прояви
Включають:
- біль при напрузі м'язів,
- біль, що локалізується в ліктьовому або плечовому суглобі з іррадацією в передпліччя,
- різкий біль при натисканні на область болю.

## Лікування
Лікування епікондиліта проводиться консервативно і амбулаторно. Комплекс лікувальних заходів при такій патології передбачає проведення голкорефлексотерапії в поєднанні з фармакопунктурою. Для підвищення ефективності лікування особлива увага приділяється виявленню та усуненню больових тригерних точок. Це особливо важливо у пацієнтів з хронічним і рецидивуючим перебігом епіконділіта. Також у ряді випадків ефективне призначення і проведення постізометричної релаксації напружених м'язів, залучених у запальний процес.
Поліпшення самопочуття і регрес больових відчуттів спостерігається вже в перші дні лікування. Повний курс лікування епіконділіта триває, як правило, 10 — 15 сеансів.
На час лікування необхідно виключити фізичні навантаження. При необхідності можна використовувати налокітники або пов'язку з еластичного бинта у вигляді вісімки.
Після "купірування" больового синдрому пацієнт може приступати до лікувальної фізкультури, а надалі й до спортивних навантажень з поступовим їх збільшенням.
Наразі найсучаснішим і найефективнішим методом лікування епікондиліту є ударно-хвильова терапія. Вона знімає біль, запалення м'яких тканин та прибирає тригери вже під час перших сеансів. На час проходження лікування рекомендовано зменшити фізичні навантаження на руку[джерело?].